# Idaea laticlavia
Idaea laticlavia là một loài bướm đêm trong họ Geometridae.